# Landesmuseum Zürich
Het Landesmuseum Zürich (Nederlands:Nationaal Museum Zürich) (tot 2009: Schweizerisches Landesmuseum) is het meest bezochte kunsthistorisch museum van Zwitserland. Het werd geopend in 1898.  Sinds januari 2010 maakt het deel uit van het Schweizerisches Nationalmuseum (SNM), dat drie cultuurhistorische musea en een collectiecentrum omvat. Het SNM en deze musea staan onder het gezag van het Eidgenössisches Departement des Innern. Het museum ligt vlak naast het Zürich Hauptbahnhof.
Het museumgebouw van 1898 in historisistische stijl werd gebouwd door Gustav Gull in de vorm van de Franse renaissance stadskastelen. Zijn indrukwekkende architectuur met tientallen torens, hoven en zijn verbazingwekkende park op een schiereiland tussen de rivieren Sihl en Limmat is uitgegroeid tot een van de belangrijkste bezienswaardigheden van de oude binnenstad van Zürich.
De tentoonstellingstour neemt de bezoeker mee van de prehistorie via de oudheid en de middeleeuwen naar de 20e eeuw. Er is een zeer rijk gedeelte met gotische kunst, ridderlijkheid en een uitgebreide collectie liturgische houten sculpturen, paneelschilderingen en gebeeldhouwde altaren. Er zijn ook secties waar Zwitsers meubilair wordt tentoongesteld, een wapentoren, een diorama van de Slag bij Murten en een muntenkabinet met Zwitserse munten uit de 14e, 15e, 16e eeuw en zelfs enkele munten uit de Middeleeuwen.
De klassieke moderne kunst en kunst uit de 16e, 17e en 18e eeuw is voornamelijk gevestigd in het museum Kunsthaus Zürich in een ander deel van de stad Zürich.
De porselein- en faiencecollectie van het Zwitsers Nationaal Museum bevindt zich in het Zunfthaus zur Meisen bij de Fraumünsterkerk. 